# Crosbylonia
Crosbylonia é um gênero de aranhas da família Linyphiidae descrito em 1988 e endêmico da Rússia.